# Лопес Перес, Анхель
Анхель Лопес Перес (исп. Ángel López Pérez; род. 5 апреля 1983, Мадрид, Испания) — испанский футбольный тренер.

## Карьера
Футболом Лопес Перес занимался в нескольких мадридских школах, но в 18 лет он ради учёбы решил не начинать карьеру игрока. Получив диплом тренера, специалист трудился в некоторых малоизвестных клубах, пока его не позвали в систему «Хетафе». Некоторое время Лопес Перес работал со второй командой «городских», а затем вошёл в тренерский штаб основы. В нём он ассистировал Микаэлю Лаудрупу и Космину Контре. Румыну испанец также ассистировал в «Петролуле» и китайском «Гуанчжоу Фули».
В 2017 году Лопес Перес начал серьёзную самостоятельную тренерскую карьеру в «Рекреативо». В 2018—2019 гг. он руководил сборной Экваториальной Гвинеи по футболу. В конце 2019 года стало известно, что наставник возглавил эквадорский клуб «Дельфин».
Лопес Перес получил степень бакалавра в области физической культуры и спорта Мадридского политехнического университета, степени магистра мадридского Университета имени Камило Хосе Селы и Университета Кастилии-Ла-Манчи, окончил тренерские курсы на лицензию PRO при Королевской испанской футбольной федерации.